# Karl von Bayern (1874–1927)
Karl Maria Prinz von Bayern (* 1. April 1874 in Lindau (Bodensee); † 9. Mai 1927 in München) war Generalmajor der Bayerischen Armee sowie Mitglied des Bayerischen Reichsrats.

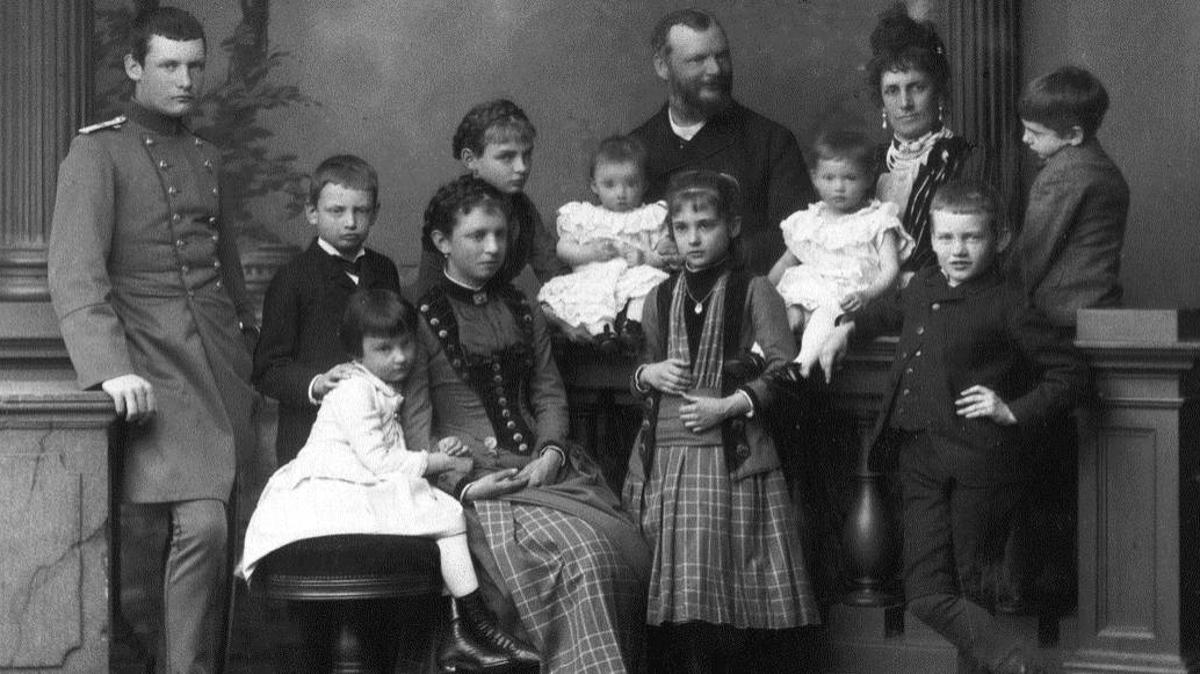
Karl mit seinen Eltern und Geschwistern, um 1885

## Leben

### Herkunft und Familie
Karl von Bayern wurde als Sohn des letzten bayerischen Königs Ludwig III. und dessen Gemahlin Marie Therese von Österreich-Este (1849–1919) geboren und wuchs auf mit seinen zehn Geschwistern
- Rupprecht (1869–1955), Kronprinz
- Adelgunde (1870–1958) ⚭ 1915 Fürst Wilhelm von Hohenzollern (1864–1927)
- Maria (1872–1954) ⚭ 1897 Ferdinand Herzog von Kalabrien (1869–1960)
- Franz (1875–1957) ⚭ 1912 Prinzessin Isabella von Croy (1890–1982)
- Mathilde (1877–1906) ⚭ 1900 Prinz Ludwig Gaston von Sachsen-Coburg und Gotha (1870–1942)
- Wolfgang (1879–1895)
- Hildegard (1881–1948)
- Wiltrud Marie Alix (1884–1975) ⚭ 1924 Herzog Wilhelm II. von Urach (1864–1928)
- Helmtrud (1886–1977)
- Gundelinde (1891–1983) ⚭ 1919 Graf Johann Georg von Preysing-Lichtenegg-Moos (1887–1924)

Zwei Schwestern starben im frühen Kindesalter.

### Wirken
Wie sein Bruder Rupprecht entschied sich Karl für eine militärische Laufbahn und wurde Offizier in der bayerischen Armee, wo er in einem Reserveinfanterieregiment diente und bis zum Generalmajor aufstieg.
Karl war vom 5. Mai 1892 bis 1918 Mitglied des bayerischen Reichsrats.
Der Reichsrat war die erste Kammer der Bayerischen Ständeversammlung. Ihre Mitglieder gehörten zum Königshaus und zum Kreis der Standesherren, der hohen Geistlichkeit und der auf Lebenszeit ernannten Personen.

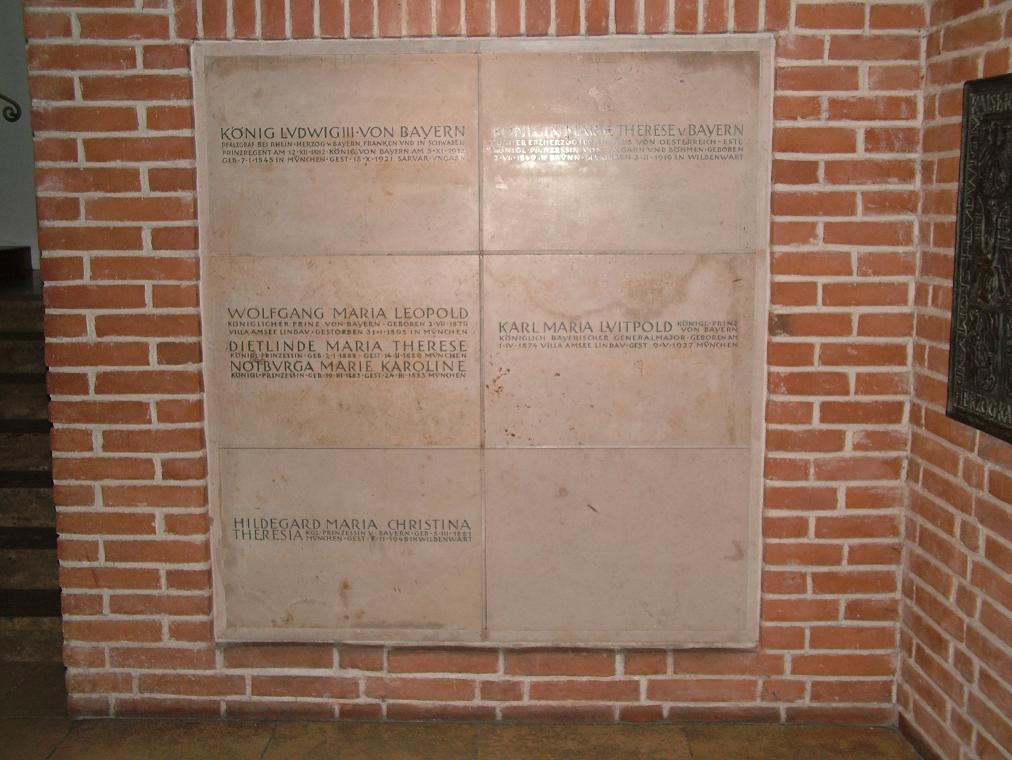
Grabplatte König Ludwig III. und dessen Sohn Karl, Kryta der Münchener Frauenkirche

Karl starb unverheiratet im Alter von 53 Jahren und fand seine letzte Ruhestätte in der Krypta der Münchener Frauenkirche.